# Berezneakî, Smila
Berezneakî (în ucraineană Березняки) este o comună în raionul Smila, regiunea Cerkasî, Ucraina, formată numai din satul de reședință.

## Demografie
Componența lingvistică a comunei Berezneakî
     Ucraineană (97,21%)
     Rusă (2,12%)
     Alte limbi (0,64%)
Conform recensământului din 2001, majoritatea populației comunei Berezneakî era vorbitoare de ucraineană (97,21%), existând în minoritate și vorbitori de rusă (2,12%).